# Miguel Ángel López (snelwandelaar)

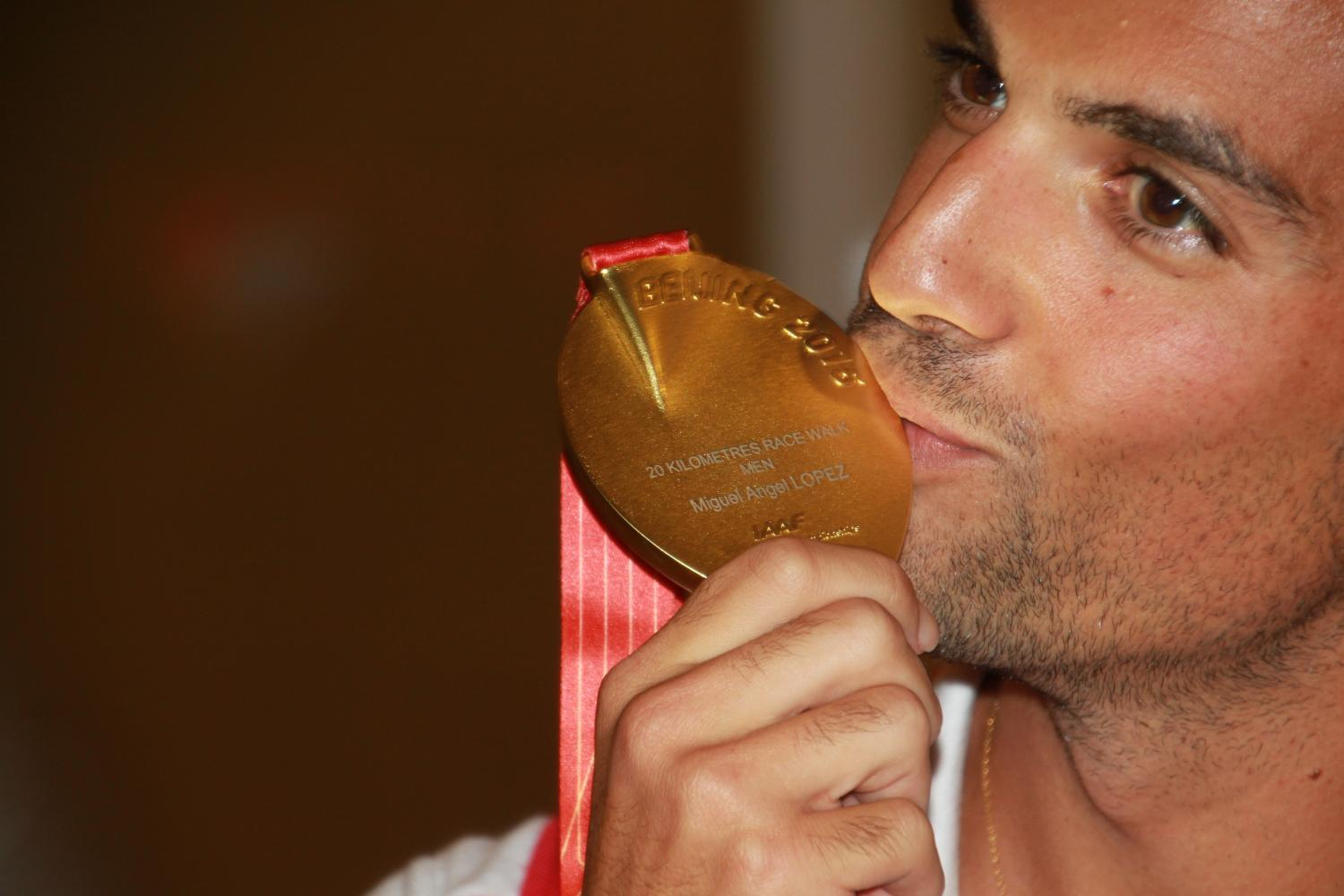
Miguel ängel López koestert zijn op de WK van 2015 veroverde gouden medaille.

Miguel Ángel López Nicolas (Murcia, 3 juli 1988) is een Spaanse atleet, die is gespecialiseerd in het snelwandelen. Hij vertegenwoordigde zijn vaderland driemaal op de Olympische Spelen, maar won hierbij geen medailles. Op de 20 km snelwandelen veroverde hij zowel een Europese als een wereldtitel en ook op de 35 km snelwandelen werd hij eenmaal Europees kampioen.  

## Carrière

### Eerste resultaten als junior
López maakte in 2005 op zeventienjarige leeftijd zijn internationale debuut op de wereldkampioenschappen voor B-junioren in het Marokkaanse Marrakesh, waar hij op de 10.000 m snelwandelen zesde werd in 44.16,70, op bijna twee minuten achterstand van winnaar Sergej Morozov uit Rusland. Bij de een week later in het Litouwse Kaunas plaatsvindende Europese kampioenschappen voor junioren was hij op hetzelfde onderdeel met 42.49,72 alweer een stuk sneller, maar dat was de concurrentie ook, zodat hij er desondanks niet verder kwam dan een negende plaats.
Een jaar later, op de WK voor junioren in Peking, had de Spanjaard zijn beste dag niet, want bijna drie minuten achter winnaar Bo Xiangdong uit China eindigde hij op de 10.000 m snelwandelen als veertiende in 45.54,41. In 2007 verging het hem op de EJK in Hengelo niet veel beter, want terwijl Sergej Morozov daar op de 10.000 m snelwandelen naar de titel snelde, eindigde López als achtste in 42.36,60.
Meer voldoening behaalde López uit zijn deelname aan de Ibero-Amerikaanse kampioenschappen in het Chileense Iquique in 2008, waar hij voor het eerst uitkwam op de 20.000 m snelwandelen. In de door de Braziliaan José Alessandro Bagio in 1:23.12,6 gewonnen wedstrijd finishte de Spanjaard in 1:24.52,51 net buiten het podium. In het volgende jaar, bij de Europese kampioenschappen voor atleten onder de 23 jaar in Kaunas, haalde hij dat podium wel. In 1:22.23 veroverde hij daar op de 20 km snelwandelen zijn eerste belangrijke titel.

### Debuut bij senioren + eerste titel
De 20 km snelwandelen was dan ook in de jaren die volgden de discipline waarop Miguel Ángel López zich op de internationale seniorentoernooien manifesteerde. Tijdens zijn eerste grote seniorentoernooi, de Europese kampioenschappen van 2010 in Barcelona, eindigde López als veertiende. Een jaar later, op de wereldkampioenschappen van 2011 in Daegu, finishte de Spanjaard als zestiende. Beide keren was hij dus nog ver verwijderd van de winnaar. Tijdens de Olympische Spelen van 2012 in Londen veranderde dit, want deze keer eindigde López als vijfde. Met zijn eindtijd van 1:19.49 was hij nog slechts een ruime minuut langzamer dan olympisch kampioen Chen Ding, die 1:18.46 als winnende tijd liet noteren.
In 2013 nam de Spanjaard deel aan de WK in Moskou. Op dit toernooi behaalde hij zijn eerste seniorenmedaille; op de 20 km snelwandelen veroverde hij in 1:21.21 het brons, 53 seconden achter de Russische winnaar Aleksandr Ivanov (goud met 1:20.58) en twaalf seconden achter Chen Ding (zilver met 1:21.09). Op de EK van 2014 in Zürich zette López vervolgens een eerste kroon op zijn carrière door op de 20 km snelwandelen Europees kampioen te worden in 1:19.44. Hij versloeg Aleksandr Ivanov op de eindstreep. De Rus finishte in 1:19.45 slechts één seconde later, die op zijn beurt weer op één seconde werd gevolgd door zijn landgenoot Denis Strelkov (derde in 1:19.46).

### Wereldkampioen
Zijn grootste succes boekte López ten slotte op de WK van 2015 in Peking. Hier won hij op de 20 km snelwandelen eveneens goud. Met een tijd van 1:19.14 bleef hij de Chinees Wang Zhen (zilver; 1:19.29) en Canadees Benjamin Thorne (brons; 1:19.57) voor. Het was voor Spanje het eerste goud op een WK sinds 1999. De gouden medaille die Marta Domínguez op de 3000 m steeple tijdens de WK van 2009 had behaald, werd haar later immers weer ontnomen, nadat was gebleken dat zij de dopingregels had overtreden.

## Titels
- Wereldkampioen 20 km snelwandelen - 2015
- Europees kampioen 20 km snelwandelen - 2014
- Europees kampioen 35 km snelwandelen - 2022
- Spaans kampioen 10.000 m snelwandelen - 2010, 2012, 2013, 2014, 2015
- Spaans kampioen 20 km snelwandelen - 2010, 2012, 2015
- Spaans kampioen 35 km snelwandelen - 2015
- Spaans kampioen 50 km snelwandelen - 2016
- Europees kampioen U23 20 km snelwandelen - 2009

## Persoonlijke records
Baan
| Onderdeel             | Prestatie | Datum            | Plaats    |
| --------------------- | --------- | ---------------- | --------- |
| 5000 m snelwandelen   | 19.33,19  | 21 februari 2010 | Cartagena |
| 10.000 m snelwandelen | 38.06,28  | 24 juli 2016     | Gijón     |
| 20.000 m snelwandelen | 1:24.52,6 | 15 juni 2008     | Iquique   |

Weg
| Onderdeel          | Prestatie | Datum            | Plaats    |
| ------------------ | --------- | ---------------- | --------- |
| 10 km snelwandelen | 39.29     | 6 juni 2015      | La Coruña |
| 20 km snelwandelen | 1:19.14   | 23 augustus 2015 | Peking    |
| 50 km snelwandelen | 3:53.52   | 28 februari 2016 | Motril    |

## Palmares

### 10.000 m snelwandelen
- 2005: 6e WK B-junioren te Marrakesh - 44.16,70
- 2005: 9e EJK te Kaunas - 42.49,72
- 2006: 14e WK junioren - 45.54,41
- 2007: 8e EJK te Hengelo - 42.36,60

### 20.000 m snelwandelen
- 2008: 4e Ibero Amerikaanse kamp. - 1:24.53

### 10 km snelwandelen
- 2005: 11e Europacup - 43.47
- 2006:  Wereldbeker - 41.41

### 20 km snelwandelen
- 2008: 35e Wereldbeker - 1:23.44
- 2009: 13e Europacup - 1:29.23
- 2009:  EK U23 te Kaunas - 1:22.23
- 2010: 12e Wereldbeker - 1:24.32
- 2010: 14e EK - 1:24.28
- 2011: 7e Europacup - 1:24.37
- 2011: 16e WK - 1:23.41
- 2012: 42e Wereldbeker - 1:25.31
- 2012: 5e OS - 1:19.49
- 2013:  WK - 1:21.21
- 2013:  Europacup - 1:21.48
- 2014: 5e Wereldbeker - 1:19.21
- 2014:  EK - 1:19.44
- 2015:  WK - 1:19.14
- 2016: 33e Wereldbeker Team - 1:22.46
- 2016: 11e OS - 1:20.58
- 2021: 31e OS - 1:27.12

### 35 km snelwandelen
- 2022:  EK - 2:26.49

1983: Ernesto Canto · 
1987: Maurizio Damilano · 
1991: Maurizio Damilano · 
1993: Valentí Massana · 
1995: Michele Didoni · 
1997: Daniel García · 
1999: Ilja Markov · 
2001: Roman Rasskazov · 
2003: Jefferson Pérez · 
2005: Jefferson Pérez · 
2007: Jefferson Pérez ·
2009: Valeri Bortsjin ·
2011: Valeri Bortsjin ·
2013: Aleksandr Ivanov ·
2015: Miguel Ángel López ·
2017: Éider Arévalo ·
2019: Toshikazu Yamanishi ·
2022: Toshikazu Yamanishi ·
2023: Álvaro Martín